# Vincent Guérin
Vincent Guérin (* 22. listopadu 1965, Boulogne-Billancourt) je bývalý francouzský fotbalista. Hrával na pozici záložníka.
S francouzskou fotbalovou reprezentací získal bronzovou medaili na mistrovství Evropy roku 1996. Celkem za národní tým odehrál 19 utkání a vstřelil 2 góly.
S Paris Saint-Germain získal v sezóně 1995/96 Pohár vítězů pohárů. Jednou se s ním stal mistrem Francie (1993-94).
Roku 1995 byl ve Francii vyhlášen fotbalistou roku.
Roku 1997 dostal Guérin zákaz činnosti kvůli pozitivnímu dopingovému testu na nandrolon. Po 12 měsících Francouzská fotbalová federace trest zrušila, ale jeho kariéra již pak pouze doznívala.